# Volo Avianca 52
Il volo Avianca 52 era un volo internazionale operato dalla compagnia aerea colombiana Avianca tra Bogotà a New York. Il 25 gennaio 1990 un Boeing 707 operante questo volo si schiantò nella località di Cove Neck, a Long Island, vicino a New York, provocando la morte di 73 persone e il ferimento di 85.
Il National Transportation Safety Board (NTSB) ha stabilito che l'incidente è avvenuto a causa della mancata dichiarazione da parte dell'equipaggio di volo di un'emergenza carburante, del mancato utilizzo di un sistema di controllo operativo della compagnia aerea, di una gestione inadeguata del flusso di traffico da parte della Federal Aviation Administration (FAA) e la mancanza di una terminologia standardizzata e comprensibile per piloti e controllori per gli stati di carburante minimo e di emergenza.

## L'equipaggio
Il volo era composto da un equipaggio di nove persone, inclusi sei assistenti di volo e tre membri dell'equipaggio di volo. L'equipaggio di volo nella cabina di pilotaggio era composto dal capitano Laureano Caviedes Hoyos, 51 anni, dal primo ufficiale Mauricio Klotz, 28 anni, e dall'ingegnere di volo Matias Moyano, 45 anni. Al momento dell'incidente, il Capitano Caviedes era impiegato presso Avianca da oltre 27 anni e aveva accumulato oltre 16.000 ore di volo, di cui oltre 1.500 sul 707. Caviedes aveva 478 ore di esperienza di volo notturno sul 707 (e 2.435 ore di esperienza di volo notturno in totale) e non aveva alcuna traccia di incidenti precedenti. Il copilota Klotz era stato impiegato con Avianca per tre anni e aveva 1.837 ore di volo, di cui 408 ore notturne. Klotz era passato al 707 l'ottobre precedente e aveva registrato 64 ore di volo sull'aereo, di cui 13 notturne. L'ingegnere di volo Moyano era stato impiegato con Avianca per oltre 23 anni e aveva oltre 10.000 ore di volo, comprese oltre 3.000 ore in volo sui 707 e oltre 1.000 ore di volo notturno nello stesso aereo (e 2.986 ore di volo notturno indipendentemente dall'aereo). Tutti e tre i membri dell'equipaggio di volo avevano precedenti esperienze di atterraggio al JFK.

## L'aereo
L'aereo del volo Avianca 052 era un Boeing 707-321B (numero di registrazione HK-2016). L'aereo è stato prodotto nel giugno 1967 ed è stato acquistato da Avianca dalla Pan Am nel 1977. Al momento dell'incidente, l'aereo aveva 22 anni e aveva oltre 61.000 ore di volo. Il 707 era equipaggiato con quattro motori Pratt & Whitney JT3D-3B modificati con un kit silenziatore per ridurre l'inquinamento acustico. Il personale di Avianca ha riferito di aver preso in considerazione un consumo eccessivo di carburante del 5% nei calcoli delle prestazioni dovuto al kit di silenziamento, insieme a un ulteriore consumo eccessivo del 5% dovuto all'età dell'aereo. Inoltre, gli equipaggi di manutenzione avevano notato problemi ricorrenti con il pilota automatico dell'aereo, inclusa la funzione di mantenimento dell'altitudine. Gli stessi problemi sono stati segnalati durante il penultimo volo dell'aereo, ma la manutenzione non è stata in grado di riparare il pilota automatico e di conseguenza è stato disabilitato.

## L'incidente
La sera del 25 gennaio 1990 il tempo atmosferico attorno all'aeroporto John Fitzgerald Kennedy di New York era pessimo: nebbia, pioggia e wind shear. I cieli circostanti la struttura aeroportuale erano inoltre saturi di traffico aereo in partenza e in arrivo. In questa situazione il volo 52 dell'Avianca, proveniente da Bogotà, che sarebbe dovuto atterrare a New York alle ore 20.50, si trovava bloccato in volo, con poco carburante ancora a disposizione.
I piloti contattarono la torre di controllo chiedendo il permesso di atterrare, specificando di avere poca autonomia di carburante e chiedendo priorità, senza però lanciare alcun mayday o segnalazione di allarme. Tuttavia i controllori aerei newyorkesi, intenti a gestire il più velocemente possibile tutti gli aerei in transito, non capirono del tutto le richieste del velivolo Avianca, cui risposero di circuitare sul percorso di attesa. A complicare il tutto vi era il fatto che il comandante dell'aereo non capiva l'inglese (il copilota si occupava delle comunicazioni radio e gliele traduceva in spagnolo): anche questo finì per influire negativamente sulla comprensione reciproca dei messaggi torre-cabina.

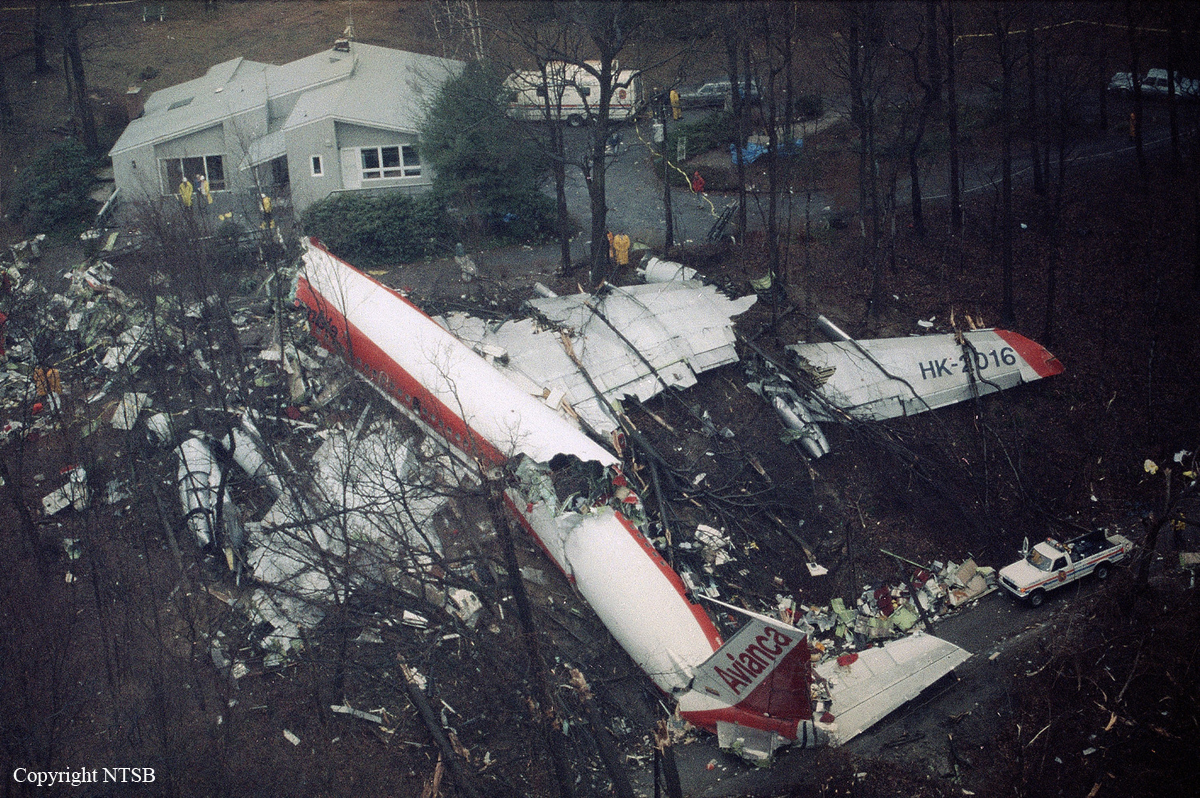
Il relitto dopo lo schianto

La situazione d'attesa si protrasse per ben 20 minuti, durante i quali l'aereo seguitò a volare circolarmente sopra l'aeroporto, con le riserve di carburante sempre più agli sgoccioli. Preoccupati, i piloti provarono a chiedere di atterrare all'aeroporto di Boston, ottenendo però una risposta negativa: anche laggiù la situazione era similmente congestionata. Pertanto decisero di optare per quello ritenuto il male minore, cioè attendere il permesso di atterrare a New York JFK.
Finalmente, alle ore 21:10, i controllori di volo dell'aeroporto JFK concessero all'Avianca il permesso di atterrare, e i piloti iniziarono le manovre d'avvicinamento. L'aereo si diresse verso la pista, ma il forte vento in coda e le raffiche di wind shear lo spinsero troppo a sinistra, facendogli mancare la striscia d'asfalto. I piloti allora virarono all'indietro, si allontanarono e provarono di nuovo l'avvicinamento. Nel corso di questa manovra il Boeing 707 finì del tutto il carburante, i motori si spensero uno ad uno e il velivolo precipitò immediatamente, schiantandosi in un bosco nella località di Cove Neck, mancando di poco un'abitazione isolata. Nell'impatto morirono 73 passeggeri. Tuttavia, non essendoci più carburante nei serbatoi, il velivolo non si incendiò, sicché 85 persone si salvarono, prontamente soccorse dagli abitanti della casa vicina e dai sanitari inviati dall'aeroporto.

## Il recupero del relitto

### I primi responsi

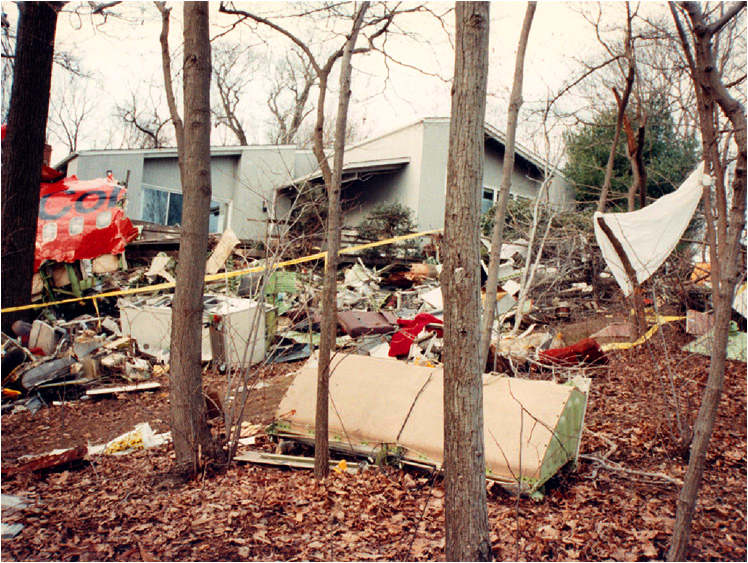
L'aereo precipitato davanti alla casa di Sam Tissenbaum.

I residenti di Cove Neck hanno immediatamente chiamato i servizi di emergenza. La maggior parte dei passeggeri era ancora legata ai sedili e i sopravvissuti gridavano aiuto. I sopravvissuti hanno poi commentato che ci è voluta circa mezz'ora prima che le squadre di soccorso arrivassero. I primi rapporti ai servizi di emergenza riferivano che un Boeing 747 molto più grande si era schiantato. Trentasette compagnie di vigili del fuoco e ambulanze, nonché più di 700 agenti di polizia della contea di Nassau sono arrivati in aiuto. Altre società che non erano state chiamate si sono presentate volontariamente per assistere. L'ondata di sostegno ha creato grossi problemi per districare i sopravvissuti.

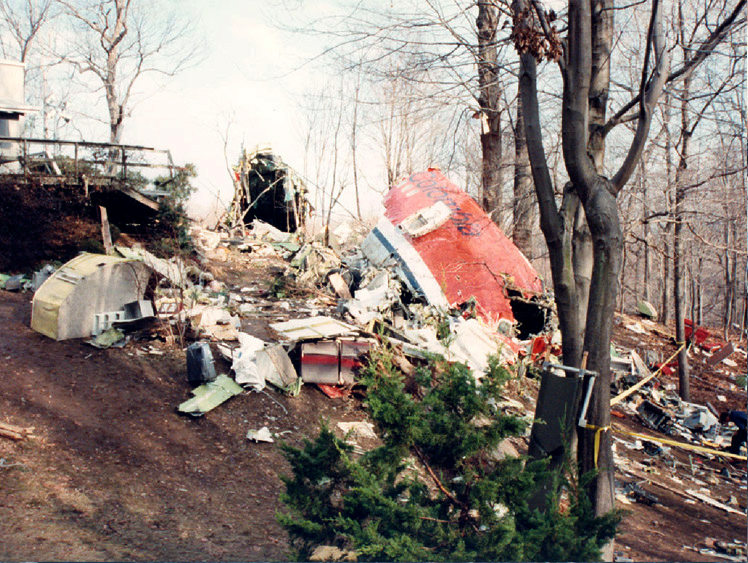
La cabina di pilotaggio e il frammento della cucina di prua sul luogo dell'incidente con il resto della fusoliera sullo sfondo.

L'incidente è stato accessibile ai veicoli solo tramite un'unica strada residenziale. Con l'ondata di personale di soccorso che è confluito nella zona, le strade che portano al sito sono state presto intasate dal traffico. Nel corso delle operazioni di salvataggio i conducenti dei veicoli di emergenza hanno abbandonato i loro veicoli contrariamente alla politica stabilita. Ciò ha impedito ad altri veicoli di accedere all'area dell'incidente. La strada era talmente impraticabile che molti soccorritori hanno lasciato i loro veicoli a chilometri di distanza e sono arrivati sul posto a piedi. La nebbia ha bloccato per due ore anche gli elicotteri di soccorso. Di conseguenza, molti sopravvissuti gravemente feriti non sono stati evacuati fino a quasi mezzanotte (23:30). Alla fine, quattro elicotteri dell'Unità aeronautica del New York City Police Department hanno evacuato 21 persone dal luogo dell'incidente. Inoltre, si sono verificati grossi problemi con la comunicazione da parte dei soccorritori. Le frequenze radio sono diventate sovraccariche e in alcuni casi le autorità sul posto non sono state in grado di prendere decisioni di comando. Il capo del reparto di chirurgia del Nassau County Medical Center era presente sul posto, ma non è stato in grado di indirizzare i pazienti nelle posizioni migliori perché molti soccorritori stavano contattando via radio il centro stesso per ottenere consigli su dove inviare i sopravvissuti. I medici professionisti sul posto hanno riferito che alcuni ospedali hanno ricevuto le informazioni più aggiornate guardando la copertura delle notizie. Nonostante questi problemi, però, solo tre dei passeggeri trovati vivi morirono a causa delle ferite riportate.
I soccorritori hanno allestito due aree di triage sul prato di John e Kay McEnroe, i genitori del tennista professionista John McEnroe; la casa è conosciuta come Edward H. Swan House. Nella loro proprietà, che si trovava a 150 m (500 piedi) dal luogo dell'incidente, furono allestiti anche un obitorio e un posto di comando. Almeno sei corpi sono stati trovati fuori dalla fusoliera. I vigili del fuoco e i Medici hanno eretto scale accanto ai rottami dell'aereo e hanno condotto i passeggeri sulle barelle fino ai siti di triage. In questi siti, i medici hanno etichettato i pazienti gravemente feriti per l’evacuazione immediata. Almeno 30 corpi furono raccolti nell'obitorio improvvisato presso la proprietà dei McEnroe entro le 03:00 del mattino seguente. Inizialmente si credeva che una passeggera fosse morta a causa delle gravi ferite riportate e gli agenti hanno collocato il suo corpo all'obitorio. Un soccorritore la sentì presto gemere e fu mandata in ospedale. Alcuni medici soccorritori sono stati allontanati dalla scena dalla polizia per contribuire a diminuire l'afflusso di gente. A tarda notte (03:30), tutti i sopravvissuti erano stati evacuati negli ospedali. Almeno un soccorritore è stato ricoverato in ospedale a seguito dei soccorsi. Durante l'evacuazione, i sacerdoti erano sul posto, offrendo incoraggiamento, assistendo il personale medico e celebrando gli ultimi riti. Molti residenti di New York si sono presentati agli ospedali con cibo o coperte o si sono offerti volontari come interpreti di spagnolo. Il New York Blood Center ha riferito di aver raccolto 2.000 unità di sangue, quasi il triplo del loro obiettivo.

### Le Vittime

Posizioni dei passeggeri indicate per gravità/assenza di lesioni dal rapporto NTSB

Delle 158 persone a bordo, 73 morirono a causa dello schianto. L'assistente di volo principale è stato l'unico membro dell'equipaggio a sopravvivere, mentre i restanti assistenti di volo e tutti e tre i membri dell'equipaggio di volo sono morti. Dei passeggeri sopravvissuti, 72 adulti e bambini di età superiore ai tre anni hanno riportato ferite gravi, mentre due hanno riportato ferite lievi. Degli 11 bambini, due hanno riportato ferite lievi, otto sono rimasti gravemente feriti e uno è morto. L'assistente di volo sopravvissuta ha testimoniato che dalla cabina di pilotaggio non è stata fatta alcuna comunicazione riguardo all'evolversi della situazione, quindi alla fine non è arrivato alcun avvertimento ad assumere le posizioni di rinforzo. Il rapporto dell'NTSB sosteneva che, se i passeggeri fossero stati avvertiti in anticipo di prepararsi all'impatto, la gravità di alcune lesioni avrebbe potuto essere evitata.

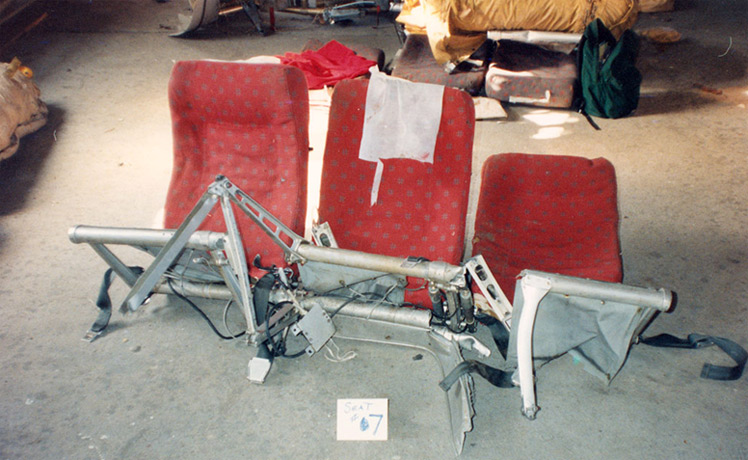
Le limitazioni strutturali dei sedili dell'aereo hanno contribuito alle lesioni dei passeggeri.

Le lesioni gravi più comuni sono state fratture e lussazioni multiple della parte inferiore della gamba, fratture vertebrali, fratture dell'anca, lesioni alla testa e lacerazioni e contusioni multiple. Gli investigatori dell'NTSB hanno riscontrato gravi danni sul pavimento della cabina, che hanno portato alla frattura di molti sedili dei passeggeri nel punto in cui le loro gambe incontravano il binario del pavimento. Questa frattura ha consentito il distacco di molti sedili durante l'impatto e ha aggravato le lesioni dei passeggeri. Il rapporto presuppone che le gambe dei passeggeri abbiano colpito la struttura inferiore dei sedili davanti a loro. Allo stesso tempo, i sedili sono crollati e si sono ruotati verso il basso e a sinistra, causando probabilmente fratture dell’anca e della colonna vertebrale. Con il progredire dell'impatto, i sedili, ora separati, hanno scagliato i passeggeri l'uno contro l'altro e contro altri rottami, provocando ferite alla testa e lacerazioni. I passeggeri che tenevano in braccio neonati hanno riferito di non essere stati in grado né di evitare che i loro bambini venissero espulsi dalle loro mani nell'impatto né di localizzare i loro bambini nell'oscurità in seguito. L'NTSB ha ritenuto che, se i bambini fossero stati nei seggiolini approvati dalla FAA, molte lesioni avrebbero potuto essere limitate. I soccorritori hanno osservato che alcuni bambini sono stati trovati sorridenti o apparentemente illesi. L'NTSB non è stato in grado di tracciare con precisione dove fossero seduti i singoli passeggeri perché Avianca ha assegnato i posti solo a pochi passeggeri e molti di quelli assegnati hanno riferito di essersi spostati dopo il decollo.
Nell'impatto la cabina di pilotaggio è stata gravemente danneggiata. Tutti i posti occupati dall'equipaggio di condotta sono stati rinvenuti all'esterno della cabina di pilotaggio. Nessuno dei sedili dei piloti aveva gli spallacci come richiesto dai voli passeggeri nazionali degli Stati Uniti.  Almeno un membro dell'equipaggio di volo è stato trasportato in aereo al Nassau County Medical Center. Il rapporto dell'NTSB afferma che tutto l'equipaggio di volo "è morto a causa di un trauma contundente alla testa e alla parte superiore del busto". Anche cinque assistenti di volo sono morti a causa di traumi da corpo contundente agli arti, all'addome, al torace e alla testa.

## Le Indagini
L'NTSB avviò un'indagine, iniziata poco dopo l'incidente, e conclusasi con la pubblicazione del suo rapporto finale il 30 aprile 1991. Poiché coinvolgeva una compagnia aerea colombiana, anche il Departamento Administrativo de Aeronáutica Civil (DAAC) della Colombia condusse un'indagine sull'incidente.

### Probabili Cause
La probabile causa dell'incidente è stata determinata dall'NTSB come "l'incapacità dell'equipaggio di volo di gestire adeguatamente il carico di carburante dell'aereo e la loro incapacità di comunicare una situazione di emergenza del carburante al controllo del traffico aereo prima che si verificasse l'esaurimento del carburante". Tuttavia, due membri dell'NTSB hanno presentato opinioni dissenzienti nel rapporto. Jim Burnett ha votato contro l'adozione del rapporto perché riteneva che non affrontasse adeguatamente gli errori dei controllori del traffico aereo o il ruolo della FAA nel consentire più traffico di quanto JFK potesse gestire. Christopher Hart ha presentato un dissenso parziale perché non era d'accordo con i risultati del rapporto sulla mancanza di terminologia standardizzata. In suo dissenso, ha scritto che "abbiamo una terminologia standardizzata e comprensibile... che avrebbe comunicato adeguatamente l'esistenza di una situazione pericolosa, e il problema era che i piloti non sono riusciti a usare questa terminologia con i controllori".
Anche gli investigatori della DAAC colombiana non sono d'accordo con alcuni dei risultati dell'NTSB. In un commento su una bozza del rapporto dell'NTSB, la DAAC ha raccomandato che l'NTSB attribuisca una certa responsabilità ai controllori per la loro "gestione inadeguata" del volo Avianca. La DAAC ha inoltre raccomandato che l'NTSB incoraggi la modifica del sistema EFC e che i regolamenti FAA dovrebbero richiedere un "sistema attivo di monitoraggio del volo" per assistere gli equipaggi di volo nella valutazione dei ritardi meteorologici e del traffico.

## Conseguenze
Due passeggeri uomini sono stati arrestati al North Shore Hospital dopo che un'infermiera aveva informato la polizia che Antonio Zuluaga, 46 anni, aveva ingoiato contenitori pieni di cocaina. Zuluaga, che aveva una colonna vertebrale fratturata, costole rotte e un'anca lussata, è stato il secondo passeggero ad essere trovato in possesso di pacchetti di cocaina, dopo che i medici che avevano operato Jose Figueroa il giorno dopo l'incidente per fermare un'emorragia interna avevano scoperto anche pacchetti di cocaina. Zuluaga e Figueroa si sono dichiarati colpevoli di possesso criminale di secondo grado di una sostanza controllata. Figueroa è stato condannato a sette anni all'ergastolo e Zuluaga a sei anni all'ergastolo.
Molti sopravvissuti all'incidente hanno subito lunghi recuperi dai traumi fisici e psicologici che hanno subito. Un mese dopo l'incidente, una carovana ordinata di circa 1.000 veicoli si è diretta al JFK mentre alcuni manifestanti deponevano corone di fiori nell'atrio del terminal internazionale per protestare contro la gestione del volo. Alcuni sopravvissuti hanno fatto causa alla FAA, accusando l'agenzia di non aver garantito la sicurezza del volo. Nel luglio 1990, Avianca offrì 75.000 dollari a ciascun sopravvissuto all'incidente o ai parenti delle persone uccise. Alla fine il governo degli Stati Uniti si unì ad Avianca e raggiunse un accordo stimato in oltre 200 milioni di dollari di danni alle vittime.
La stessa estate, i voli Avianca dichiararono due importanti emergenze di carburante. Il primo è avvenuto a giugno, quando un volo ha dichiarato una “situazione minima di carburante” ed è atterrato con solo 10 minuti di carburante rimasto. Il secondo è avvenuto ad agosto, quando il volo Avianca 020 ha dichiarato di avere "solo 15 minuti di carburante rimasti". Si è creata confusione su cosa intendesse il pilota, ma i controllori hanno dichiarato preventivamente un'emergenza e hanno autorizzato l'aereo ad atterrare immediatamente. Successivamente si scoprì che il volo aveva più di due ore di carburante rimanente.
Avianca non ha ritirato il numero del volo. Il volo Avianca 052 è, dal 2023, un volo da Lima a Bogotá. Tuttavia, Avianca ha cambiato i numeri per i voli ora diretti da El Dorado a JFK, designati come volo Avianca AV244 e volo AV020, operati rispettivamente da un Airbus A330 e un Airbus A319.

## Cultura di massa
L'incidente del volo 52 della Avianca è stato analizzato nell'episodio Ritardo fatale della seconda stagione del documentario Indagini ad alta quota trasmesso da National Geographic Channel e nell'episodio Errore umano della prima stagione del documentario SOS: disastri aerei trasmesso da Discovery Channel Italia il 5 novembre 2015.